# Agryz
Agryz (tiếng Nga: Агры́з; tiếng Tatar: Әгерҗе) là đô thị và là thủ phủ của huyện Agryzsky thuộc Cộng hòa Tatarstan, Nga. Nơi đây nằm bên bờ sông Izh (lưu vực sông Volga), cách Kazan 304 kilômét (189 mi) về phía đông. Theo thống kê năm 2010, dân số nơi đây là 19,300 người.